# Arturo Vianello
Arturo Vianello (Venezia, 12 gennaio 1958) è un ex calciatore italiano, di ruolo difensore.

## Carriera
Ha giocato come difensore in varie squadre professionistiche italiane, su tutte il Pisa e la Lazio con le quali ha disputato tre stagioni in Serie A.
Come allenatore ha seduto per due anni sulla panchina della Sammartinese, per poi sposare il progetto Edelweiss Forlì nel 2018 che ancora tutt'ora compie. 